# Forty Six & 2
«Forty Six & 2» (укр. Сорок шість і 2) — пісня американського рок-гурту Tool, четвертий сингл з альбому Ænima 1996 року

## Про пісню
Назва та текст пісні відсилають до робіт швейцарського психоаналітика Карла Густава Юнга. «46 і 2» — це кількість хромосом, які, згідно з теорією Юнга, можуть з'явитися у людини в майбутньому, на відміну від теперішніх 46 хромосом. Ідея пісні полягає в тому, що в процесі еволюції людина зможе повністю реалізувати свій біологічний потенціал. Також в тексті неодноразово згадується «тінь», ще одна психологічна концепція Юнга, згідно з якою в кожної особистості є незвідана, підсвідома частина — або негативна, яку ми відмовляємося визнавати, або позитивна, яку ми не помічаємо. Саме ця тінь заважає ліричному героєві соліста Мейнарда Кінена розвиватися.
Пісня виконується в заниженому гітарному строї Drop D і побудована навколо важкого гітарного рифу. Вона написана в домінантовому ладі, через що має «східне» звучання. Більша частина композиції написана в складному тактовому розмірі 7/8, а також містить поліритми. В останній третині пісні звучить барабанне соло Денні Кері.

## Місця в хіт-парадах
| Хіт-парад (1998)                  | Найвища позиція |
| --------------------------------- | --------------- |
| США (Mainstream Rock) (Billboard) | 22              |